# جيمي باوم
جيمي باوم (بالإنجليزية: Jamie Baum)‏ هي عازفة الجاز أمريكية، ولدت في القرن العشرين في كونيتيكت في الولايات المتحدة.

## وصلات خارجية
- جيمي باوم على موقع ميوزك برينز (الإنجليزية)
- جيمي باوم على موقع أول ميوزيك (الإنجليزية)
- جيمي باوم على موقع ديسكوغز (الإنجليزية)